# CAMP (firma)

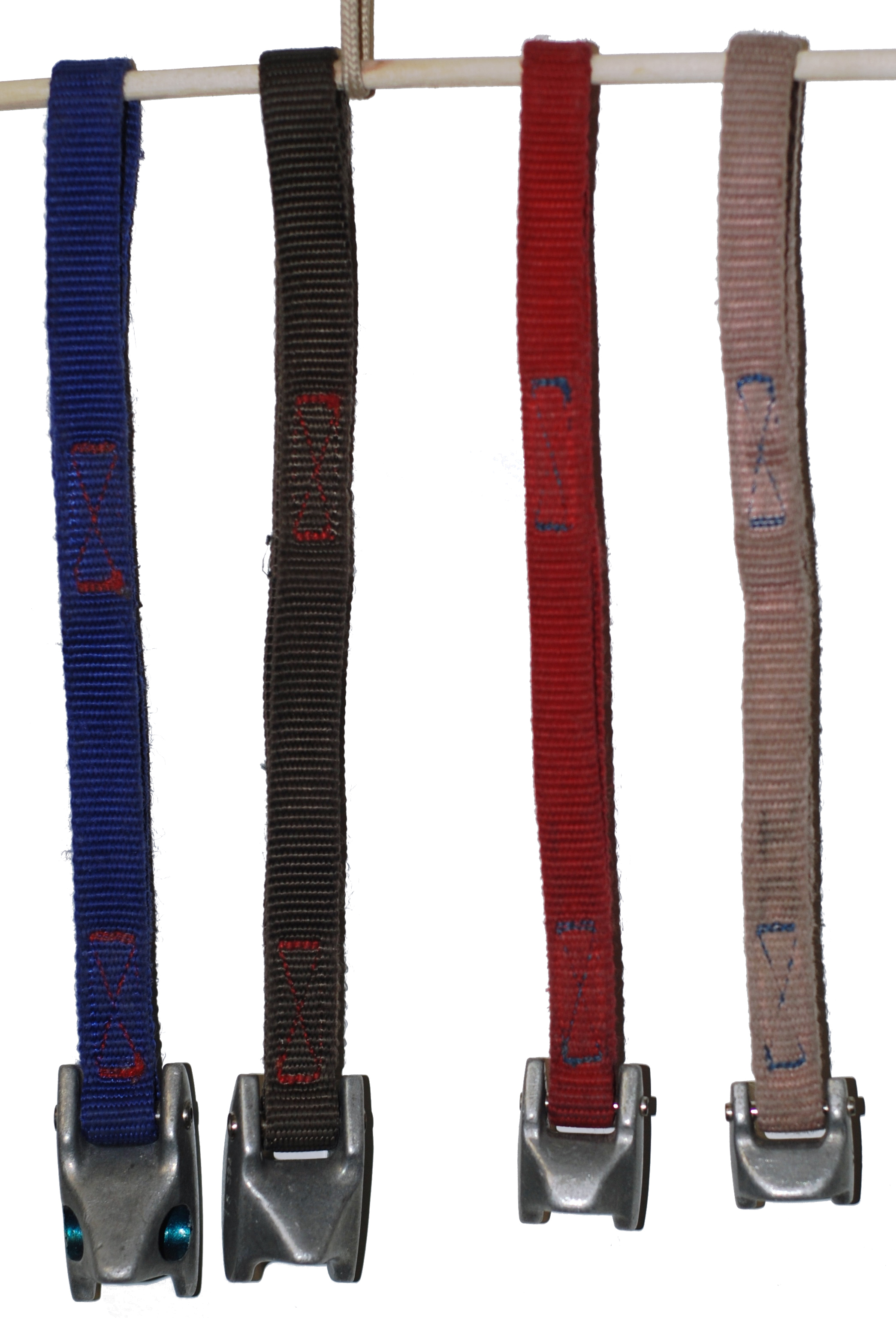
Vklíněnce vyrobené firmou CAMP

CAMP (také psáno jako C. A. M. P.) je jedním z předních světových výrobců vybavení pro lezení a související činnosti, jako je lyžování, horolezectví a průmyslová bezpečnost. Společnost sídlí v Itálii.
CAMP vyrábí širokou škálu produktů, včetně cepínů, maček, šroubů do ledu, skob, karabin, vklíněnců, friendů, úvazků, přileb, batohů, stanů, lyžařského závodního oblečení, a různých sněhových nástrojů.
Společnost byla založena kovářem Nicolou Codegou v roce 1889 v italské alpské vesnici Premana, kde stále sídlí. Původně vyráběla kované zboží, objednávky v roce 1920 pro cepíny pro italskou armádu byly první vstupem firmy do světa lezeckého vybavení. Od té doby se lezecký sortiment firmy rozšířil a zahrnuje mačky, skoby a vklíněnce a nakonec se společnost s podporou předního horolezce Riccardo Cassina a ve spolupráci s americkým horolezcem Gregem Lowem (zakladatelem Lowe Alpine), pustila i do nekovového vybavení. Společnost je stále vedena Codegovými potomky.